# Crataerina acutipennis
Espèce

Crataerina acutipennis est une espèce de diptère de la famille des Hippoboscidae, dont la caractéristique est d'être pupipare. Cet insecte est hématophage de certains Martinets. Plus précisément, ses espèces hôtes sont  le Martinet des maisons, le Martinet cafre, le Martinet horus, le Martinet pâle et le Martinet unicolore.